# Seven Fingered Jack
Der Seven Fingered Jack ist ein Berg in den North Cascades im US-Bundesstaat Washington. Er liegt am Nordende der Entiat Mountains, einer Teilkette der Kaskaden. Er ist Teil einer dreigipfligen Gruppe namens Entiat Cirque, welche außerdem den Mount Maude und den Mount Fernow umfasst. Der Seven Fingered Jack liegt etwa 4 mi (6 km) südlich von Holden Village in der Glacier Peak Wilderness des Wenatchee National Forest.

## Geographie

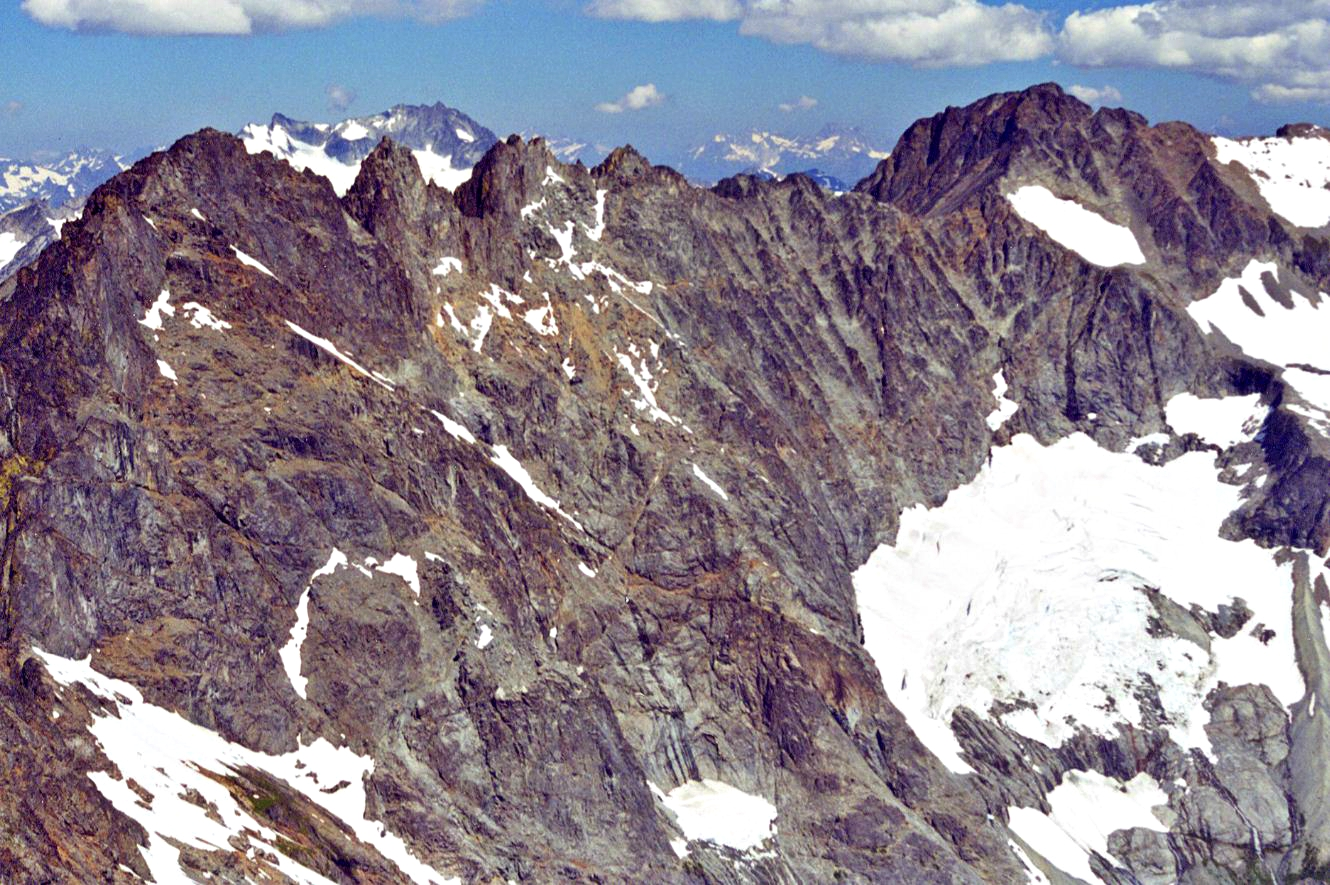
Seven Fingered Jack und Mount Fernow vom Mount Maude aus

Die Angaben zur Höhe des Seven Fingered Jack sind uneinheitlich. Der United States Geological Survey nennt 2749 m im Geographic Names Information System. 
Bei Peakbagger.com sind es 9.100 ft (2.774 m), bei Peakware.com sind es 9.077 ft (2.767 m) und dadurch differiert auch die Einordnung in der Liste der höchsten Berge in Washington: Nach Peakbagger.com ist er der zwöfthöchste und nach Peakware.com der fünfzehnthöchste.
Der Seven Fingered Jack ist der zweithöchste der drei Gipfel des Entiat Cirque. Alle drei überschreiten die Grenze von 9.000 ft (2.743 m). Gemeinsam bilden sie eine hohe, bogenförmige Bergkette, von der die Quellflüsse des Entiat River ostwärts fließen. Es gibt eine Reihe von Gletschern am Seven Fingered Jack und seinen Nachbarn, darunter den Entiat-Gletscher. Die Bäche, welche die Ost- und Südseite des Berges herabströmen münden in den Spider Meadows (dt. „Spinnen-Wiesen“) in den Phelps Creek, einen Zufluss des Chiwawa River, welcher südwärts fließt und in den Wenatchee River mündet. Daher befindet sich der Seven Fingered Jack an der Grenze der Einzugsgebiete von Entiat und Wenatchee River. Beide Flüsse sind Zuflüsse des Columbia River.

## Geschichte
Der Seven Fingered Jack wurde einst nach den einzelnen schroffen Garnitgipfeln Entiat Needles genannt. Er bekam seinen heutigen Namen von Albert H. Sylvester, einem Topographen der USGS, der später (1908–1931) im Forest Service als Leiter des Wenatchee National Forest arbeitete. Im Verlauf seiner Karriere benannte er mehr als 3.000 geographische Objekte in der Region.